# Jiří Sýkora
Jiří Sýkora (ur. 20 stycznia 1995 w Třebíču) – czeski lekkoatleta specjalizujący się w wielobojach.
Siódmy zawodnik mistrzostw świata juniorów młodszych w Lille Metropole (2011). W 2014 został mistrzem świata juniorów w dziesięcioboju. Nie ukończył rywalizacji podczas mistrzostw Starego Kontynentu w Amsterdamie (2016), natomiast rok później zajął 10. miejsce w halowych mistrzostwach Europy w Belgradzie. Triumfował w dziesięcioboju podczas młodzieżowych mistrzostw Europy w Bydgoszczy (2017).
Reprezentant kraju na pucharze Europy w wielobojach.

## Osiągnięcia
| Rok  | Impreza                                            | Miejsce        | Konkurencja   | Pozycja     | Wynik     |
| ---- | -------------------------------------------------- | -------------- | ------------- | ----------- | --------- |
| 2011 | Mistrzostwa świata juniorów młodszych              | Lille          | ośmiobój      | 7. miejsce  | 5823 pkt. |
| 2014 | I liga pucharu Europy w wielobojach                | Ribeira Brava  | dziesięciobój | 2. miejsce  | 7927 pkt. |
| 2014 | Mistrzostwa świata juniorów                        | Eugene         | dziesięciobój | 1. miejsce  | 8135 pkt. |
| 2014 | Mistrzostwa Europy                                 | Zurych         | dziesięciobój | –           | DNF       |
| 2015 | Młodzieżowe mistrzostwa Europy                     | Tallinn        | dziesięciobój | –           | DNF       |
| 2016 | Mistrzostwa Europy                                 | Amsterdam      | dziesięciobój | –           | DNF       |
| 2016 | Igrzyska olimpijskie                               | Rio de Janeiro | dziesięciobój | 25. miejsce | 6237 pkt. |
| 2017 | Halowe mistrzostwa Europy                          | Belgrad        | siedmiobój    | 10. miejsce | 5902 pkt. |
| 2017 | Młodzieżowe mistrzostwa Europy                     | Bydgoszcz      | dziesięciobój | 1. miejsce  | 8084 pkt. |
| 2019 | Halowe mistrzostwa Europy                          | Glasgow        | siedmiobój    | 10. miejsce | 5016 pkt. |
| 2019 | I liga drużynowych mistrzostw Europy w wielobojach | Ribeira Brava  | dziesięciobój | 1. miejsce  | 8104 pkt. |
| 2021 | Igrzyska olimpijskie                               | Tokio          | dziesięciobój | 17. miejsce | 7943 pkt. |
| 2022 | Mistrzostwa świata                                 | Eugene         | dziesięciobój | 13. miejsce | 8107 pkt. |
| 2022 | Mistrzostwa Europy                                 | Monachium      | dziesięciobój | –           | DNF       |

## Rekordy życiowe
- siedmiobój (hala, sprzęt juniorski) – 5838 pkt. (2014)
- dziesięciobój (sprzęt juniorski) – 8135 pkt. (2014)
- dziesięciobój – 8122 pkt. (2021)